# Powiat Nakaniikawa
Powiat Nakaniikawa (jap. 中新川郡 Nakaniikawa-gun) – powiat w Japonii, w prefekturze Toyama. W 2024 roku liczył 45 465 mieszkańców.

## Miejscowości
- Funahashi
- Kamiichi
- Tateyama